# Dajana Pecha
Dajana Pecha (* 6. April 2001 in Almaty) ist eine kasachische Skispringerin.

## Werdegang
Dajana Pecha debütierte am 3. und 4. September 2016 in Einsiedeln im FIS Cup, wo sie die Plätze 20 und 18 belegte. Ein Jahr später nahm sie daraufhin im August 2017 an zwei Wettbewerben in Planica im Rahmen des FIS-Carpath-Cups 2017/18 teil, die sie auf dem siebten und achten Platz beendete, womit sie in der Gesamtwertung mit 68 Punkten den 14. Platz belegte. Am 20. und 21. Januar 2018 startete Pecha ebenfalls in Planica zum ersten Mal im Continental Cup. Hier erreichte sie die Plätze 37 und 35, womit sie zugleich noch ihre ersten Continental-Cup-Punkte verpasste.
Bei den Junioren-Weltmeisterschaften 2018 im schweizerischen Kandersteg belegte Pecha im Einzelwettbewerb Platz 54; im Teamwettbewerb wurde sie mit Walentina Sderschikowa, Sergei Syrjanow und Nikita Dewjatkin 14. und damit Letzte.
Im Dezember 2018 erreichte sie mit zwei 27. Plätzen bei zwei Wettbewerben im norwegischen Notodden ihre ersten Continental-Cup-Punkte.
Bei den Nordischen Skiweltmeisterschaften 2019 im österreichischen Seefeld belegte sie im erstmals ausgetragenen Damen-Mannschaftsspringen gemeinsam mit Walentina Sderschikowa, Alina Tuchtajewa und Weronika Schischkina den elften Platz.
Pecha lebt derzeit in Almaty.

## Statistik

### Continental-Cup-Platzierungen
| Saison  | Sommer | Sommer | Winter | Winter | Gesamt | Gesamt |
| Saison  | Platz  | Punkte | Platz  | Punkte | Platz  | Punkte |
| ------- | ------ | ------ | ------ | ------ | ------ | ------ |
| 2018/19 | –      | –      | 53.    | 08     | 68.    | 08     |